# 蔣之俊
蔣之俊（？—1642年），常州府武進縣人，明朝軍事人物。

## 生平
蔣之俊是天啟二年（1622年）的武進士，獲授應天標營守備，攝任吳淞奇兵營守備；汪子清聚眾焚燒搶掠，他帶領五十人日夜追趕一百八十里擒獲對方。崇禎元年（1628年）海兵數千人在蘇盤門起哄鬧事，他前往諭示士兵，兵民因此和睦。之後蔣之俊遷官劉家河游擊，署任金山參將，其時海盜劉心宇肆虐，上級上疏將他移守崇明，他冒險出洋抵達山東鶯遊山，焚燒海盜船隻後回來；再以都司僉書攝理崇明縣務，其間廉潔愛民，因事遭貶謫為羅木營守備，以病免官。十五年（1642年）朝廷命令他守衛昌平，在任內去世。

## 引用
1. 1 2  道光《武進陽湖縣合志·卷二十五·人物志四》：蔣之俊，天啟壬戌武進士，授應天標營守備，攝吳淞奇兵營。汪子清聚眾焚掠，之俊以五十人一日夜追百八十里擒之；崇禎戊辰，防海兵數千挾刃鼓噪，及蘇盤門，之俊馳諭，兵民俱輯。遷劉家河游擊，署金山參將，時海寇劉心宇恣橫，上官疏請移之俊守崇明，冒險出洋抵山東鶯遊山，焚盜艘而還命。以都司僉書攝崇明縣務，廉靖愛民，以事謫羅木營守備，病免。壬午，命守昌平，卒於官。